# Бофанда
Бофанда (тадж. Бофанда) — село в Кушониёнском районе Хатлонской области Республики Таджикистан. Входит в состав джамоата (сельской общины) Сарвати Истиклол Кушониёнского района.
Находится на расстоянии 15 км от райцентра (пгт. им. Исмоила Сомони) и 3 км до центра общины (с. им. Сироджа Фаттоева).
Население — 1654 чел. (2017).